# Trevelin Queen
Trevelin Marleto Queen (Baltimore, Maryland, 25 de febrero de 1997) es un baloncestista estadounidense que pertenece a la plantilla de los Orlando Magic de la NBA, con un contrato dual que le permite jugar también con su equipo filial en la G League, los Osceola Magic. Con 1,96 metros de estatura, juega en la posición de escolta.

## Trayectoria deportiva

### Universidad
Comenzó a jugar baloncesto universitario en el College of Marin en el condado de Marin (California). Al año siguiente ingresó en el Instituto Militar de Nuevo México en Roswell (Nuevo México), donde jugó una temporada en la que promedió 26 puntos por partido, el cuarto de toda la National Junior College Athletic Association, a los que añadió 7,3 rebotes y 2,2 asistencias. Fue incluido en el mejor quinteto de la Western Junior College Athletic Conference.
Finalmente se comprometió con los Aggies de la Universidad Estatal de Nuevo México, de la División I de la NCAA. Allí disputó las dos temporadas que le faltaban, en las que promedió 10,5 puntos, 4,1 rebotes, 2,1 asistencias y 1,4 robos de balón por partido. En la última de ellas fue incluido en el segundo mejor quinteto de la Western Athletic Conference.

#### Estadísticas (NCAA)
| Año     | Equipo           | PJ | PT | MPP  | %TC  | %3P  | %TL  | RPP | APP | ROB | TPP | PPP  |
| ------- | ---------------- | -- | -- | ---- | ---- | ---- | ---- | --- | --- | --- | --- | ---- |
| 2018–19 | New Mexico State | 25 | 0  | 15.2 | .475 | .350 | .615 | 2.9 | 1.7 | 1.0 | .8  | 7.8  |
| 2019–20 | New Mexico State | 26 | 25 | 27.5 | .471 | .387 | .814 | 5.2 | 2.4 | 1.7 | .3  | 13.2 |
| Total   | Total            | 51 | 25 | 21.5 | .472 | .373 | .739 | 4.1 | 2.1 | 1.4 | .5  | 10.5 |

### Profesional
Tras no ser elegido en el Draft de la NBA de 2020, el 12 de noviembre firmó contrato con los Houston Rockets, quienes lo despidieron el 16 de diciembre en plena pretemporada. Se unió posteriormente a los Rio Grande Valley Vipers como jugador afiliado, donde promedió 10 puntos, 2,3 rebotes, 1,2 asistencias y 1,2 robos por partido, anotando un 45,8% desde la cancha.
El 29 de septiembre de 2021, Queen firmó un contrato parcialmente garantizado con Los Angeles Lakers, pero fue despedido el 15 de octubre. Regresó entonces a los Vipers, donde disputó 10 partidos, promediando 22,0 puntos, 6,3 rebotes, 4,1 asistencias, 3 robos y 2,6 triples anotados por partido. El 18 de diciembre firmó un contrato dual con los Houston Rockets. El 7 de abril de 2022, fue nombrado MVP de la G League, siendo campeón de la competición con Rio Grande.
El 1 de julio de 2022 firmó con los Philadelphia 76ers por 3,5 millones de dólares en un contrato de dos años. Desafortunadamente, Queen fue cortado por los 76ers después de sufrir una lesión en la cabeza en un partido de pretemporada. El 11 de octubre de 2022 firmó un contrato dual con los Indiana Pacers. El 29 de marzo de 2023 los Pacers despidieron a Queen.
A finales de agosto de 2023 firma un contrato de un año con Orlando Magic. El 21 de octubre los Magic convirtieron su contrato en uno dual.

## Estadísticas de su carrera en la NBA

### Temporada regular
| Año     | Equipo  | PJ | PT | MPP  | %TC  | %3P  | %TL   | RPP | APP | ROB | TPP | PPP |
| ------- | ------- | -- | -- | ---- | ---- | ---- | ----- | --- | --- | --- | --- | --- |
| 2021-22 | Houston | 10 | 0  | 7.4  | .455 | .375 | 1.000 | 1.6 | .4  | .5  | .1  | 4.3 |
| 2022-23 | Indiana | 7  | 0  | 10.0 | .241 | .133 | 1.000 | 2.4 | .9  | .3  | .7  | 3.0 |
| 2023-24 | Orlando | 14 | 0  | 11.8 | .368 | .176 | .750  | 1.4 | 1.3 | .5  | .4  | 2.9 |
| 2024-25 | Orlando | 31 | 2  | 13.9 | .381 | .286 | .857  | 1.7 | 1.2 | 1.0 | .3  | 4.9 |
| Total   | Total   | 62 | 2  | 11.9 | .372 | .271 | .857  | 1.7 | 1.1 | .7  | .3  | 4.1 |